# Alfred Angot
Alfred Angot (Parigi, 1848 – 1924) è stato un meteorologo francese.
Dal 1907 al 1921 fu direttore del Bureau central météorologique, oggi Météo-France. Ideò un nivometro tuttora in uso presso molte stazioni meteorologiche.